# Festa Major de la Sagrada Família
La Festa Major de la Sagrada Família se celebra al voltant de la Diada de Sant Jordi, que és el 23 d'abril, al barri de la Sagrada Família del districte de l'Eixample de Barcelona. La Sagrada Família serveix de teló de fons de la majoria dels actes de la festa major, que es fa per Sant Jordi. Durant dues setmanes s'hi organitzen tota mena d'activitats per dinamitzar el barri i la gent que hi viu. La cultura popular, molt ben representada a la Sagrada Família, hi té un paper molt destacat, amb una cercavila gegantera, tarda de foc, exhibicions de dansa i jornada castellera de festa major.

## Actes destacats
- Matinades. El primer dia de la festa major, l'Associació Fal·lera Gegantera de la Sagrada Família organitza una despertada amb grallers i tabalers. La idea és recórrer el barri i despertar els veïns per convidar-los a prendre part en les activitats.[1]
- Cercavila gegantera. El dissabte a la tarda els gegants de la Sagrada Família, en Pere l'Home dels Coloms i la Pepa la Peixatera, són els amfitrions de la trobada gegantera que organitza l'Associació Fal·lera Gegantera. Gegants de tota la ciutat i de la resta del país fan una plantada davant el temple de la Sagrada Família, on també representen els balls abans de començar la cercavila pels carrers del barri.[1]
- Tarda de foc. Els Bestialots Espurnats de la Sagrada Família i la Colla del Drac Farfolla organitzen tot un seguit d'actes relacionats amb el foc, durant tota la tarda. Comencen amb un taller infantil per conèixer l'activitat dels diables. Després es fa la tabalada i la lectura dels versots. Finalment, quan ja fosqueja, els Bestialots, el Drac Farfolla i alguna altra colla convidada surten a cremar pels carrers del barri. Una vegada acabat el correfoc, es fa l'espectacle pirotècnic final davant la Sagrada Família.[1]
- Matinades dels castellers. A primera hora del matí els grallers i els tabalers dels Castellers de la Sagrada Família desperten el barri a ritme del toc de matinades per anunciar que a migdia hi haurà la diada castellera.[1]
- Ballet de Déu. Una vegada acabada la missa de festa major al temple de la Sagrada Família, l'Esbart Gaudí fa una exhibició del Ballet de Déu de l'Anoia.[1]
- Diada castellera. Els Castellers de la Sagrada Família són els amfitrions de la jornada castellera de la festa major, en què sempre participen dues colles o tres vingudes de fora.[1]
- Roda d'Esbarts. L'Esbart Gaudí organitza una mostra juvenil de danses de tots els territoris de parla catalana en el marc de la Roda d'Esbarts Catalònia, en què prenen part agrupacions de tot el país.[1]